# How Do You Do (canción de Mouth & MacNeal)
«How Do You Do» lanzada en el año 1971 fue un sencillo de éxito internacional del dúo holandés Mouth & MacNeal. Fue número uno en los Países Bajos, Bélgica, Dinamarca, Suiza y Nueva Zelanda; también estuvo 19 semanas en el Billboard Hot 100. Un año después, una versión del dúo escocés-alemán Die Windows (más tarde Windows) alcanzó el número uno en Alemania. El sencillo de Mouth & MacNeal, y sus compositores Hans van Hemert y Harry van Hoof, obtuvo en 1972 el Buma Export Award por más discos vendidos en el extranjero por un musical holandés en ese año.

## Posicionamiento

### Posición en las listas
| Listas (1971/2)                   | Posición |
| --------------------------------- | -------- |
| Belgium (VRT Top 30)              | 1        |
| Canada (RPM)                      | 2        |
| Denmark (Tracklisten)             | 1        |
| Germany (Media Control AG)        | 5        |
| Netherlands (Dutch Top 40)        | 1        |
| New Zealand (RIANZ)               | 1        |
| Switzerland (Schweizer Hitparade) | 1        |
| U.S. Billboard Hot 100            | 8        |

### Listas de fin de año
| Lista de fin de año (1972) | Posición |
| -------------------------- | -------- |
| U.S. Billboard Hot 100     | 25       |

## Otras versiones
- Jigsaw, 1972
- Ven sin temor, Bruno Lomas, 1972
- Ven sin temor, Christopher, Colombia, 1972
- ¿Cómo estás?, La Fresa Ácida, 1972
- ¿Cómo te va?, Liliana, 1972
- ¿Cómo estás tú? Liberación, 1992 (versión grupera)
- El grupo Scooter realiza un sampleo en The Question Is What Is The Question?